# 3168 Lomnický Štít
A 3168 Lomnický Štít (ideiglenes jelöléssel 1980 XM) a Naprendszer kisbolygóövében található aszteroida. Antonín Mrkos fedezte fel 1980. december 1-jén.